# Ongue
Ongue est un village de la Région du Littoral du Cameroun, situé dans la commune d'Édéa Ier. Il est situé à 36 km d'Edéa, sur la route qui lie Edéa à la ferme suisse.

## Population et développement
En 1967, la population de Ongue était de 363 habitants. La population de Ongue était de 399 habitants dont 199 hommes et 200 femmes, lors du recensement de 2005. Elle est essentiellement composée de Yakalak et de Bakoko. 